# Václav Sládek
O filologovi, bratru Josefa Václava Sládka, pojednává článek Václav Sládek (filolog).
Václav Sládek (14. října 1901 – ???) byl český a československý politik Komunistické strany Československa a poválečný poslanec Ústavodárného Národního shromáždění.

## Biografie
V parlamentních volbách v roce 1946 byl zvolen poslancem Ústavodárného Národního shromáždění za KSČ. V parlamentu setrval do konce funkčního období, tedy do voleb do Národního shromáždění roku 1948.
VIII. sjezd KSČ ho zvolil za náhradníka Ústředního výboru Komunistické strany Československa.